# Italianisme
Un italianisme est un mot, tour ou usage propre à la langue italienne transposés dans une autre langue.
La langue qui compte le plus d’italianismes est l’anglais, avec 1 053 mots relevés en 1997. La seconde est la langue française, avec 698 mots.
La plupart des emprunts à l'italien ont eu lieu pendant la Renaissance, à partir de la fin du XVe siècle, alors que l'italien était la langue internationale de culture. Ils se sont prolongés jusqu'au XXe siècle, l'italien étant jusqu'au milieu de ce siècle la première langue d'emprunt.
Le français et l'italien sont toutes les deux des langues romanes ou langues latines. Cette proximité des deux langues a facilité l'intégration et, souvent, l'intégration morphologique des termes italiens dans le lexique du français et vice-versa.

## Historique
Plusieurs facteurs historiques ont favorisé une certaine pénétration de termes italiens dans la langue française et dans la langue anglaise.

### Des liens culturels anciens
Des liens culturels étroits existaient entre l'Italie et la France, depuis la seconde moitié du XIIIe siècle, en particulier dans le domaine de la littérature. Plusieurs écrivains italiens avaient choisi d'écrire en français, ou avaient fait des séjours en France.
Le premier d'entre eux fut Brunetto Latini. Il vécut six ans d'exil en France entre 1260 et 1266. Il écrivit en français, sous le nom de Brunet Latin, li Livres dou Tresor, qui peut être considéré comme la première encyclopédie réunissant toutes les connaissances de l'époque. Il avait préféré la langue française car il la considérait comme « plus delitable [plus délicieuse] et plus commune à toutes gens ». Il fut le maître à penser de Dante.
Lorsque le Vénitien Marco Polo veut rédiger avec Rusticien de Pise sa description de l'Asie et de l'empire sino-mongol, ils rédigent ensemble en 1298 Le Livre de Marco Polo en français.
Dante avait peut-être passé deux ans d'exil en France, entre 1309 et 1310. Il connaissait très bien le français et le provençal. Dans La Divine Comédie, Dante compose quelques vers en langue d'oc, qu'il fait dire par le troubadour Arnaut Daniel, considéré par lui comme le plus grand des poètes ayant chanté l'amour.
Boccace avait fait un séjour à la cour angevine de Naples, où il vécut dans une atmosphère française. Il y a lu la littérature chevaleresque française.
Pétrarque avait également passé près de vingt ans de sa vie en France. Il avait fait ses études à Carpentras, puis à l'université de Montpellier. C'est dans une église d'Avignon qu'il rencontra Laure, le 6 avril 1327.

### Le retard de la France et de l'Angleterre
Une longue période de troubles, au XIVe siècle et dans la première moitié du XVe siècle avait entraîné un retard de développement de la France et de l'Angleterre. En effet, la grande peste de 1348, la guerre de Cent Ans (1337-1453), et des famines eurent pour conséquences un affaiblissement de la puissance de la France en particulier.
Dans le même temps, l'Italie était entrée en Renaissance. Le Trecento (XIVe siècle) et le Quattrocento (XVe siècle) avaient déjà vu un épanouissement exceptionnel des arts en Italie.

### La fascination des Français pour l'Italie
Lorsque la France entre à son tour en Renaissance, à partir de la fin du XVe siècle, une forte attirance se manifeste envers tout ce qui vient d'Italie.
Les relations avec l'Italie ont alors été renforcées à l'occasion des guerres d'Italie (1494–1559). Puis elles ont été facilitées par la présence de deux reines italiennes à la Cour de France : Catherine de Médicis, descendante de Laurent le Magnifique, mariée dès 1533 avec le duc d'Orléans, fils de François Ier et futur Henri II, est devenue régente à la mort de celui-ci pour près de vingt ans (1560-1580) ; puis Marie de Médicis mariée en 1600 avec Henri IV, est elle-même devenue régente à la mort d'Henri IV jusqu'à l'avènement de Louis XIII (1600-1617). Enfin, le cardinal italien Mazarin a exercé des fonctions de ministre de la France pendant près de vingt ans, de 1641 à 1661. Pendant plus d’un siècle, la Cour de France a ainsi subi l’influence directe de ces grands personnages italiens, mais également de leur entourage.
Pour comprendre l'importance de l'influence de la langue italienne qui en a résulté, il faut se souvenir que le français n'en était encore qu'à se frayer une place entre les langues régionales, qui étaient parlées par la grande majorité de la population, et le latin qui restait une langue d'érudition. Le français venait juste d'être déclaré langue de l'administration et du droit par l'ordonnance de Villers-Cotterêts (1539), et il commençait d'être fixé par des descriptions dans des dictionnaires (premier dictionnaire de français publié par Robert Estienne en 1539).
Cette fascination pour la culture italienne est telle que la langue française emprunte plusieurs milliers de mots à l'italien au cours du XVIe siècle. Les estimations du nombre d'emprunts sont très variables. Elles vont de 2 000 selon Jean Pruvost à 8000 selon Jacques Leclerc.

## Principaux domaines d'emprunt du français à l'italien
La langue française a emprunté à l'italien dans beaucoup de domaines. On trouve en particulier des emprunts lexicaux liés aux arts et à la musique, la Renaissance italienne ayant eu lieu beaucoup plus tôt que la Renaissance française :

### Vie de cour, théâtre
Altesse, burlesque, arabesque, grotesque, courtiser.

### Musique
A cappella, accelerando, adagio, agitato, air, al tempo, alla turca, allegretto, allegro, alto, andante, andantino, animato, amoroso, appassionata, appoggiature, aria, ariette, arioso, arpège, bagatelle, barcarolle, basson, bécarre, bel canto, bémol, canzone, bouffe (opéra), coda, cantabile, castrat, cantate, cantatrice, cantilène, capriccio, cadence, cavatine, colorature, concert, concerto, conservatoire, continuo, contralto, contrapuntique, contrebasse, crescendo, da capo, decrescendo, diva, do, épinette, finale (musique), forte, forte-piano (instrument), fugue, larghetto, largo, moderato, opéra, oratorio, scherzo, sonate, soprano, tempo, vivace

### Architecture et beaux-arts
Antichambre, appartement, aquarelle, arabesque, arcade, arcature, architrave, archivolte, artiste, balcon, baldaquin, balustrade, balustre, bas-relief, cabinet (chambre, meuble), cadre (tableau), campanile, cariatide, caricature, clair-obscur, colonnade, corridor, coupole, dessin, dôme, frise, galerie, gouache

### Finance
Agio, banque, banqueroute, banquier, cambiste (change), ducat, piastre

### Vocabulaire militaire
Alarme, alerte, bataillon, bombe, brigade, calibre, camoufler, canon (artillerie), caporal, cartouche, casemate, capitaine, cavalier, citadelle, colonel, dague, pistolet, généralissime, sentinelle, soldat, solde

### Vocabulaire maritime
Brigantin, caïque, carène, corsaire, coursive, drisse (cordage), misaine

### Alimentation et cuisine
Agrume, al dente, artichaut, berlingot, biscotte, brocoli, cannelle, cannelloni, cantaloub (melon), cantine, câpre, carafe, carbon(n)nade, carpaccio, cassate (glace), caviar, cédrat (citron), chipolata, chou-fleur, citrouille, daube, estouffade, sorbet

### Habillement
Botte, brocart, caleçon, cape, capeline, capuchon, escarpin, perruque

## Principaux emprunts de l'anglais à l'italien
Comme on l'a vu dans l'introduction, la langue anglaise a conservé plus d'emprunts à l'italien que le français.
Voir la Wikipédia anglophone :
(en) Mots anglais d'origine italienne

## Réaction contre les italianismes en France

### Défense de la langue française
La vogue des italianismes fut telle qu'elle entraîna la réaction de plusieurs défenseurs de la langue française. Le représentant le plus marquant de ces défenseurs fut sans doute Henri Estienne (1528-1598), un imprimeur érudit huguenot, féru de grec et de latin, qui publia trois ouvrages en rapport avec ce sujet :
- Traicté de la Conformité du langage françois avec le grec (1565) ;
- Deux dialogues du nouveau français italianizé, et autrement desguizé, principalement entre les courtisans de ce temps. De plusieurs nouveautez qui ont accompagné ceste nouveauté de langage. De quelques courtisianismes modernes et de quelques singularitez courtisianesques (1578) ;
- De la précellence de la langue française (1579).

Henri Estienne cherchait à démontrer la « précellence » du français au regard de l'italien et de l'espagnol. Dans les deux dialogues du nouveau français italianizé et autrement desguizé, il se met en scène face à un courtisan qui argumente en faveur de cette langue moderne, à la mode, bourrée d'italianismes. « Je m'esbahi, dit l'auteur, comment vous imbattrez notre langue d'une telle spurquesse de paroles ». On peut reconnaître dans cette phrase deux italianismes aujourd'hui disparus, l'un formé à partir du verbe imbrattare signifiant « souiller », l'autre à partir du substantif sporchezza signifiant « saleté ».
Dans le même ouvrage, il critique le « jergon » (jargon) farci d'italianismes parlé à la cour d'Henri IV :

« Vous vous accoustumerez tant à ce jergon de cour que, quand vous la voudrez quitter, vous ne pourrez pas quitter pareillement son jergon : vous serez en danger d’estre en risee à plusieurs cosmopolitains, qui ne vivent ni parlent courtisanesquement : et toutefois sçavent comment il faut  vivre et comment il faut parler. »

Il y eut d'autres défenseurs de la langue française : Béroalde de Verville (1556-1626), l'auteur de Moyen de parvenir (1616) ; le poète Barthélemy Aneau (v. 1505-1565), qui dénonçait les « corruptions italiques » et la « singerie de la singerie italiane », et Étienne Tabourot (1547-1590), qui considérait que l'italien n'était qu'une « corruption latinogotisée du langage romain » (sous l'influence des Ostrogoths?).

### Une mode éphémère
De très nombreux italianismes ont aujourd'hui disparu, parce que les mots à la mode finissent aussi par se démoder. Sur les 2 000 à 8 000 italianismes que comptait la langue française, seulement 700 environ ont survécu.
Parmi les italianismes qui ont disparu, on peut citer :
- avoir martel, « être jaloux »
- burler, « se moquer »
- discote, « éloigné »
- escarpe, « chaussure » (mais « escarpin » a été conservé)
- estivallet, « bottine »
- pianelle, « chaussure de daim »[15].

D'autres mots, en revanche, ont traversé les siècles en s'intégrant morphologiquement : accaparer, banque, bilan, courtiser, douche, figurine, mascarade, mont-de-piété, politesse, récolte, travestir.